# Horrified
Horrified — единственный студийный альбом, выпущенный группой Repulsion. Первоначально альбом был записан как демо в июне 1986 года, и оставался в течение трёх лет невыпущенным. В 1989 году он был издан на лейбле Necrosis Records, сублейбле Earache Records.

## Об альбоме
Horrified считается одним из наиболее важных альбомов в истории тяжёлой музыки, на основе именно этого альбома позже группой Napalm Death был сформирован такой жанр как грайндкор. В частности, впервые был применён бласт-бит в грайндкоровском понимании этого термина (запредельно высокая скорость). Не являясь грайндкором в полном смысле, Horrified повлиял также на развитие дэт-метала и горграйнда. В частности, впервые в качестве тематики была использована тематика гор-грайнда.
Альбом был изначально записан в 1986 году в качестве демо и имел название Slaughter of the Innocent. Necrosis официально выпустило альбом с названием Horrified в 1989. Песни были записаны в июне 1986 года в студии города Флинт. В марте 1989 года был произведён ремикс песен.

## Список композиций
Основные композиции
1. «The Stench of Burning Death» — 1:33
2. «Eaten Alive» — 1:38
3. «Acid Bath» — 1:30
4. «Slaughter of the Innocent» — 1:32
5. «Decomposed» — 1:21
6. «Radiation Sickness» — 2:04
7. «Splattered Cadavers» — 1:24
8. «Festering Boils» — 1:52
9. «Pestilent Decay» — 1:03
10. «Crematorium» — 1:29
11. «Driven to Insanity» — 1:39
12. «Six Feet Under» — 1:11
13. «Bodily Dismemberment» — 1:45
14. «Repulsion» — 1:44
15. «The Lurking Fear» — 1:09
16. «Black Breath» — 2:16
17. «Maggots in Your Coffin» — 1:45
18. «Horrified» — 2:04

Бонусный CDRarities
1. «Armies of the Dead» — 2:24 (Genocide rehearsal demo, Nov. '84)
2. «Satan’s Whores» — 2:36 (Genocide rehearsal demo, Nov. '84)
3. «Crack of Doom» — 2:30 (Genocide rehearsal demo, Nov. '84)
4. «Armies of the Dead» — 1:43 (Genocide Violent Death demo, Autumn '85)
5. «Six Feet Under» — 1:33 (Genocide Violent Death demo, Autumn '85)
6. «Violent Death» — 1:05 (Genocide Violent Death demo, Autumn '85)
7. «The Lurking Fear» — 1:34 (Genocide Violent Death demo, Autumn '85)
8. «Crack of Doom» — 2:00 (Genocide Violent Death demo, Autumn '85)
9. «Horrified» — 2:32 (Genocide Violent Death demo, Autumn '85)
10. «The Stench of Burning Death» — 1:30 (Genocide WFBE demo, 26 Jan. '86)
11. «Decomposed» — 1:34 (Genocide WFBE demo, 26 Jan. '86)
12. «Slaughter of the Innocent» — 1:50 (Genocide WFBE demo, 26 Jan. '86)
13. «Eaten Alive» — 1:50 (Genocide WFBE demo, 26 Jan. '86)
14. «Six Feet Under» — 1:19 (Genocide WFBE demo, 26 Jan. '86)
15. «Crypt of Terror» — 1:48 (Genocide WFBE demo, 26 Jan. '86)
16. «The Lurking Fear» — 1:19 (Genocide WFBE demo, 26 Jan. '86)
17. «Festering Boils» — 1:56 (Genocide WFBE demo, 26 Jan. '86)
18. «Pestilent Decay» — 1:14 (Genocide WFBE demo, 26 Jan. '86)
19. «Black Nightmare» — 2:03 (Genocide WFBE demo, 26 Jan. '86)
20. «Bodily Dismemberment» — 1:55 (Genocide WFBE demo, 26 Jan. '86)
21. «Horrified» — 2:14 (Genocide WFBE demo, 26 Jan. '86)
22. «Radiation Sickness» — 2:06 (Genocide Live, 14 May '86)
23. «Black Breath» — 2:17 (Genocide Live, 14 May '86)
24. «Excruciation» — 3:31 (Repulsion Excruciation EP/demo)
25. «Helga (Lost her Head)» — 3:25 (Repulsion Excruciation EP/demo)
26. «Rebirth» — 3:06 (Repulsion Excruciation EP/demo)
27. «House of Freaks» — 2:42 (Repulsion Excruciation EP/demo)
28. «Depraved» — 2:59 (Repulsion final demos, 1991)
29. «Face of Decay» — 3:15 (Repulsion final demos, 1991)
30. «Something Dead» — 3:31 (Repulsion final demos, 1991)